# Amitrol
Amitrol ist eine chemische Verbindung aus der Gruppe der Triazole, die als Herbizid eingesetzt wird.

## Gewinnung und Darstellung
Amitrol wird ausgehend von Guanidin gewonnen. Dieses reagiert mit Schwefelsäure zu Guanidiniumhydrogensulfat und weiter mit Salpetersäure zu Nitroguanidin. Das Nitroguanidin wird zu Aminoguanidin hydriert und mit Ameisensäure zu Amitrol cyclisiert.

## Geschichte
In den USA war Amitrol der Auslöser für den „Cranberry Scare“ von 1959. Das Herbizid war 1957 vom Department of Agriculture für den Einsatz auf Cranberry-Feldern zugelassen worden, unter der Auflage es nur nach der Ernte anzuwenden. Einige Farmer hielten sich offenbar nicht an diese Auflage, die Food and Drug Administration (FDA) beschlagnahmte 1957 einige Partien amitrolbelasteter Cranberries. Sie wurden in Kühlhäusern eingelagert, bis die Gefährlichkeit der Chemikalie geklärt war. Laut einer 1959 abgeschlossenen Langzeitstudie verursachte Amitrol bei Ratten Schilddrüsenkrebs. Ein 1958 erlassenes Gesetz schrieb vor, dass Lebensmittel keinerlei Spuren von im Tierversuch krebserregenden Substanzen enthalten dürften. Die FDA ließ die tiefgefrorenen Beeren daher vernichten. Am 9. November 1959, wenige Wochen vor Thanksgiving, empfahl der Gesundheitsminister Arthur S. Flemming keine Cranberries zu kaufen, bevor die FDA sämtliche Lagerbestände auf Amitrol geprüft habe. Sowohl die Cranberry-Produzenten als auch die Hersteller von Amitrol (American Cyanamid und Amchem) protestierten heftig, zumal im fraglichen Jahr keine belasteten Beeren gefunden worden waren.
Die Preise für Cranberries gingen dennoch stark zurück, große Supermarktketten stoppten den Verkauf und einige Restaurants nahmen die Beeren von ihren Speisekarten. Um die Öffentlichkeit zu beruhigen, gab Landwirtschaftsminister Ezra Taft Benson bekannt, in seiner Familie würden zu Thanksgiving Cranberries serviert. Vizepräsident Richard Nixon aß bei einem Dinner vier Portionen Cranberries.
Die FDA schaffte es, rechtzeitig vor Thanksgiving sämtliche Bestände zu überprüfen. Daher legte sich die Aufregung schnell wieder und die Sache geriet in Vergessenheit. Die amerikanische Pflanzenschutzmittel-Industrie verstärkte als Konsequenz aus dem „cranberry scare“ ihre Öffentlichkeitsarbeit.

## Verwendung
Amitrol wird als Herbizid eingesetzt, insbesondere gegen breitblättrige Unkräuter. Nach der Behandlung bleichen die Chlorophylle in den Pflanzen aus.
Zusammen mit DCMU war Amitrol Bestandteil des Totalherbizids Ustinex.

## Wirkungsweise
Die Wirkungsweise von Amitrol war lange umstritten. Heute geht man davon aus, dass die Synthese von Pigmenten, genauer gesagt die Lycopin-Cyclasen in der Carotinoid-Biosynthese, gehemmt wird. Früher war auch eine Hemmung des Wurzelwachstums oder der Histidin-Biosynthese im Gespräch.

## Zulassung
In einigen Staaten der EU bestand für Amitrol eine Zulassung als Pflanzenschutzmittel, nicht jedoch in Deutschland, Österreich und in der Schweiz. Die EU-Mitgliedstaaten widerriefen bis zum 30. September 2016 die Zulassungen für Pflanzenschutzmittel, die Amitrol als Wirkstoff enthielten.

## Sicherheitshinweise
Amitrol ist nur schwach giftig, wird jedoch als krebserregend eingeschätzt.

## Handelsname
Weedazol.